# ニコラス・ウィンディング・レフン
ニコラス・ウィンディング・レフン（Nicolas Winding Refn, 1970年9月29日 - ）は、デンマーク出身の映画監督、脚本家、映画プロデューサー。

## 略歴
1970年にコペンハーゲンで映画監督の父と撮影監督の母のもとに生まれ、8歳の時に両親とともにニューヨークに渡る。17歳でコペンハーゲンに戻ってギムナジウム（高校）で学び、卒業するとすぐにニューヨークに戻ってアメリカン・アカデミー・オブ・ドラマティック・アーツに通うが、教室の壁に机を投げつけたことで放校処分になる。デンマークの映画学校に入学するがこちらもすぐに退学。
自らの脚本・監督・出演による短編映画がマイナーなケーブルテレビ局で放送されると、人生を変えるオファーが来た。320万クローネの出資により、当時24歳の彼が脚本・監督を務めたバイオレンス映画『プッシャー』（1996年）が公開され、批評面でも興行面でも大成功を収めた。また、2作目となる『ブリーダー』（1999年）も高い評価を得た。
ところが3作目となる初の英語作品『Fear X』（2003年）が、高い評価は得たものの、興行的に大失敗し、巨額の負債を抱えたレフンは『プッシャー』の2作目と3作目を作ったことで復活する。このときのレフンの様子はドキュメンタリー映画『ギャンブラー ニコラス・ウィンディング・レフンの苦悩』に収められている。
その後、活動の場を海外に広げ、ハリウッドでの初監督映画『ドライヴ』（ライアン・ゴズリング主演）が2011年のカンヌ国際映画祭のコンペティション部門で上映され、監督賞を受賞。
グッチのコマーシャルフィルムを担当し、2012年のヴェネツィア国際映画祭で上映された。また親交のあるミュージシャンのピーター・ピーターのミュージックビデオも手がけた。
中間色が見えづらい色覚障害を持っており、色彩コントラストの強い独特な画面構成が特徴。

## フィルモグラフィ

### 映画
| 年   | 題名 | 製作国                             | 備考                       |
| ---- | --- | ---------------------------------- | -------------------------- |
| 1996 | プッシャー Pusher                                                                                             | デンマーク                         | 監督・脚本・出演           |
| 1999 | ブリーダー Bleeder                                                                                            | デンマーク                         | 監督・脚本・製作           |
| 2003 | Fear X | デンマーク カナダ イギリス         | 監督・脚本                 |
| 2004 | プッシャー2 Pusher II                                                                                         | デンマーク                         | 監督・脚本・製作           |
| 2005 | プッシャー3 Pusher 3                                                                                          | デンマーク                         | 監督・脚本                 |
| 2008 | ブロンソン Bronson                                                                                            | イギリス                           | 監督・脚本                 |
| 2009 | ヴァルハラ・ライジング Valhalla Rising                                                                        | デンマーク フランス イギリス       | 監督・脚本                 |
| 2010 | プッシャー Pusher                                                                                             | イギリス                           | オリジナル脚本             |
| 2011 | ドライヴ Drive                                                                                                | アメリカ合衆国                     | 監督                       |
| 2012 | プッシャー Pusher                                                                                             | イギリス                           | 製作総指揮・オリジナル脚本 |
| 2012 | アウトロー Black's Game                                                                                       | アイスランド                       | 製作総指揮                 |
| 2013 | オンリー・ゴッド Only God Forgives                                                                            | フランス デンマーク                | 監督・脚本                 |
| 2013 | ホドロフスキーのDUNE Jodorowsky's Dune                                                                        | アメリカ合衆国                     | 出演                       |
| 2014 | マイ・ライフ・ディレクテッド・バイ・ニコラス・ウィンディング・レフン My Life Directed by Nicolas Winding Refn | アメリカ合衆国                     | 出演                       |
| 2014 | ラスト・リベンジ Dying of the Light                                                                           | アメリカ合衆国                     | 製作総指揮                 |
| 2016 | ネオン・デーモン The Neon Demon                                                                               | フランス デンマーク アメリカ合衆国 | 監督・脚本・原案           |
| 2023 | HIDEO KOJIMA: CONNECTING WORLDS Hideo Kojima: Connecting Worlds                                               | 日本                               | 出演                       |
| TBA  | Her Private Hell                                                                                              | アメリカ合衆国                     | 監督                       |

### テレビシリーズ
| 年   | 題名                                                        | 製作国         | 備考                   |
| ---- | ----------------------------------------------------------- | -------------- | ---------------------- |
| 2019 | トゥー・オールド・トゥー・ダイ・ヤング Too Old to Die Young | アメリカ合衆国 | Amazonプライム・ビデオ |
| 2023 | コペンハーゲン・カウボーイ Copenhagen Cowboy                | アメリカ合衆国 | Netflix                |
| TBA  | Maniac Cop                                                  | アメリカ合衆国 | HBOドラマ              |

### ゲーム
| 年   | 題名                                   | 製作国 | 備考                       |
| ---- | -------------------------------------- | ------ | -------------------------- |
| 2019 | デス・ストランディング Death Stranding | 日本   | ハートマン役（3Dスキャン） |